# Potnjani
Potnjani es una localidad de Croacia situada en el municipio de Drenje, en el condado de Osijek-Baranya. Según el censo de 2021, tiene una población de 396 habitantes.

## Demografía
| Gráfica de población de Potnjani 1869-2021                         |
|                                                                    |
| Según los censos de población de la Oficina de Estadísticas Croata |